# Jürgen Hohl

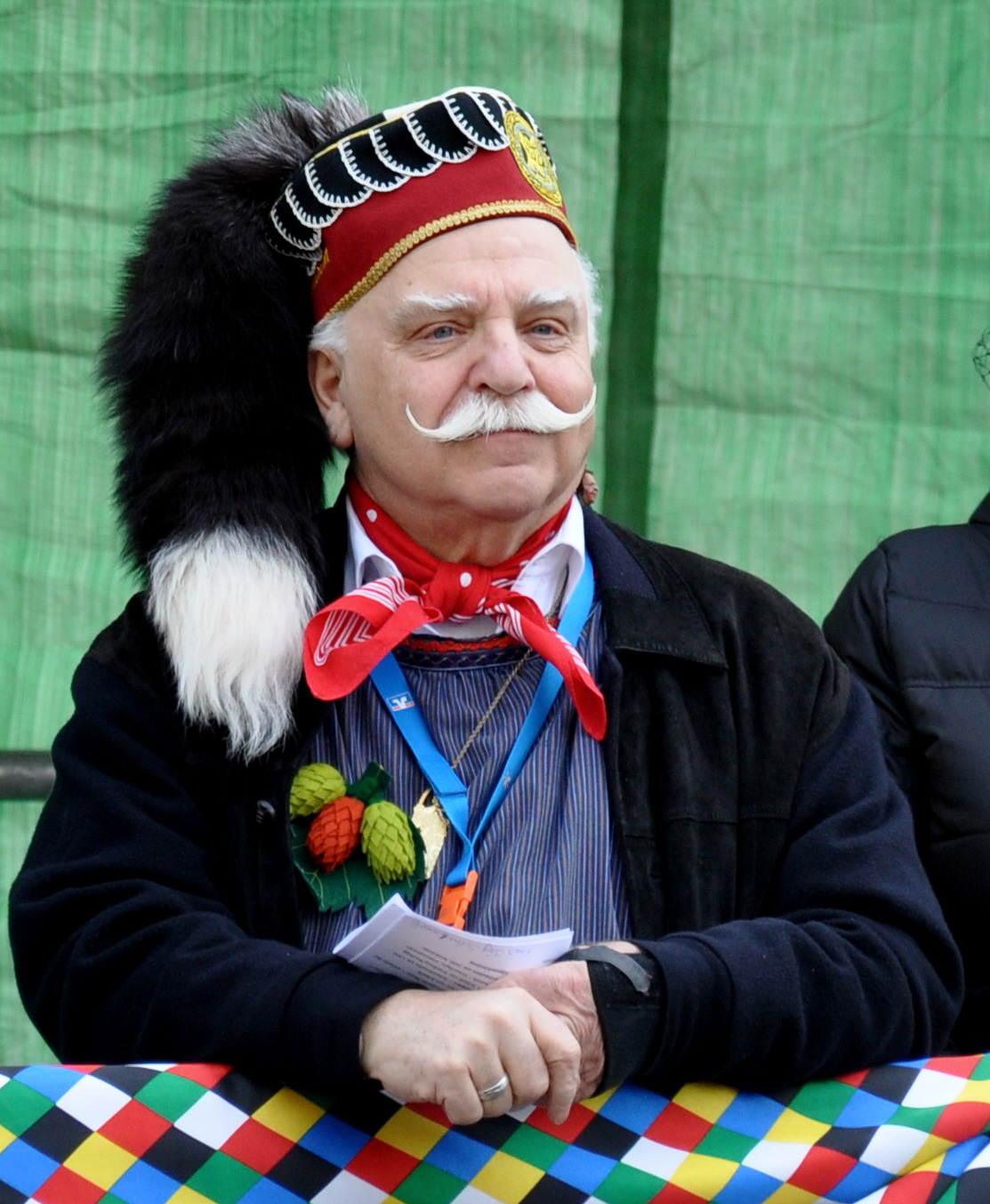
Jürgen Hohl als Moderator einer Veranstaltung am VSAN-Landschaftstreffen in Tettnang, Februar 2014

 Jürgen Hohl (* 26. Mai 1944 in Ravensburg) ist ein deutscher oberschwäbischer Heimatkundler und Restaurator. Er war bis 2008 Leiter des kulturellen Beirats der Vereinigung Schwäbisch-Alemannischer Narrenzünfte und arbeitete in weiteren Narrenvereinigungen mit. Mit über 120 von ihm entwickelten, wiederbelebten oder modernisierten Narrenfiguren hat er einen prägenden Einfluss auf das Erscheinungsbild der Schwäbisch-alemannischen Fastnacht.

## Leben

### Ausbildung und Beruf
Jürgen Hohl wuchs in Weingarten auf. Nach dem Gymnasium in Ravensburg machte er Ausbildungen zum Schauwerbegestalter, zum Einzelhandelskaufmann und zum Modist. Weiterhin volontierte er als Friseur und Florist und bildete sich als Restaurator fort.

### Heimatkundler
1966 schuf Jürgen Hohl die Narrenfiguren der neu gegründeten Narrenzunft Kißlegger Hudelmale. In den nachfolgenden Jahren kreierte er etwa 120 Narrenfiguren. 1978 wurde er Vorsitzender der Aufnahmekommission der Vereinigung Schwäbisch-Alemannischer Narrenzünfte, die 1979 in Kultureller Beirat umbenannt wurde. Dieses Amt übte er bis 2008 aus. Heimatzunft Hohls ist die Plätzlerzunft Altdorf Weingarten, deren Fastnachtsmuseum er 2003 als Vorstand des Fördervereins Fasnachtsmuseum Plätzlerzunft gründete.
Jürgen Hohl gilt als Experte für oberschwäbische Trachten, Klosterarbeiten und Weihnachtskrippen. Neben Restaurierungsarbeiten führt er Kurse zu deren Herstellung an. Er hat zahlreiche Trachten selbst entworfen und ist Mitglied im Landestrachtenbeirat für die Region Oberschwaben-Allgäu-Bodensee. Er entwarf etliche bei oberschwäbischen Heimatfesten verwendete Kleider. Im Bad Wurzacher Ortsteil Eggmannsried gründete Hohl 1985 ein Museum. Dort waren neben oberschwäbischen Trachten Ordenskleider aus Klöstern und Weihnachtskrippen ausgestellt. Die Trachten wurden in den 1990er Jahren vom Landkreis Biberach für das Museumsdorf Kürnbach erworben; die Exponate zur Klosterkultur sind seit 2008 in Weingarten im neu eröffneten Museum für Klosterkultur zu sehen.
Jürgen Hohl tritt als Mitmoderator in Hörfunk- und Fernsehsendungen des Südwestrundfunks (SWR) zu Brauchtumsveranstaltungen in Baden-Württemberg auf. In Douglas Wolfspergers Dokumentarfilm Die Blutritter über den Weingartener Blutritt werden Jürgen Hohl und diverse Beteiligte ausführlich porträtiert. Dort tritt er gemeinsam mit seinem damaligen Lebenspartner auf. Auch im Dokumentarfilm Von Narren und Hexen von 2014 (Regie: Danièle Bellemare Lee) über die Fasnet in Weingarten und Ravensburg kommt Hohl ausführlich zu Wort.

## Auszeichnungen
- 1996: Medaille für Verdienste um die Heimat Baden-Württemberg
- 1999: Verdienstmedaille des Landes Baden-Württemberg[7]
- 2010: Kurt-Wager-Medaille[8]
- 2014: „Luise“ – höchste Auszeichnung des deutschen Trachtenverbandes für die Verdienste um die Heimat- und Brauchtumspflege und der Trachtenerhaltung
- 2020: Bürgermedaille der Stadt Weingarten

## Schriften
- Schwäbisch-Alemannische Fasnacht in Altdorf-Weingarten. Chroniken-Verlag, Allensbach 1974